# Ботан та супербаба (фільм)
Ботан і супербаба — російський комедійний фантастичний фільм Дмитра Меняйло. Вийшов у прокат 12 травня 2022.

## Сюжет
Вчений-ботанік Ваня зі «Сколково», якого в школі всі називали Калом (скорочено від прізвища Калінін) для зустрічі випускників краде бойового робота андроїда «Опричник 112» з наукового центру і прилаштовує до його кібер-тіла жіночі груди та обличчя першої красуні Істоміною, яка виїхала на ПМП у США. Кал вдало видає андроїда за дружину, проте у ній прокидаються бойові навички. В результаті дивна парочка втікає. Бойовий андроїд-супер-жінка сміливо бореться з поліцією, злочинцями та навіть зрадниками зі спецслужб, які хочуть продати цінну розробку за кордон. При цьому парочка потрапляє в комічні ситуації, а андроїд постійно жартує, вивуджуючи жарти з «візка» (телеграм-каналів). У результаті Кал бажає здатися поліції, щоб не бути звинуваченим у крадіжці цінного обладнання, яке варте дорожче за космічний корабель. Завдяки щасливому випадку виявляється, що «крадіжка» Кала запобігла набагато серйознішому витоку секретних даних за кордон.

## В ролях
- Софія Каштанова - Ліна
- Роман Попов - Ваня
- Андрій Астраханцев - Павло Юрійович
- Сергій Чудаков - тато Вані
- Юлія Костомарова - мама Вані
- Денис Васильєв - Нестеров
- Ірина Цвєткова - класуха
- Тамара Адамова - Дар'я Карасьова
- Ірина Рудомінська - Марина
- Ксенія Худоба - Юля
- Катерина Берлінська - Катя
- Олександр Соколовський - Олег
- Філіп Горенштейн - Саша
- Радміл Хайрутдінов - Бичок
- Денис Денисов - Ігор
- Леонід Паршин - Леха